# Gleichnis vom bittenden Freund

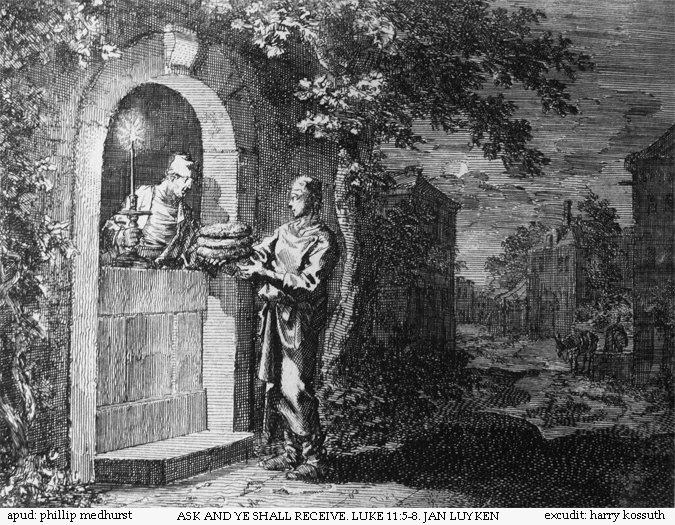
Radierung von Jan Luyken aus der Bowyer Bible, das die Erfüllung der Bitte um die drei Brote zeigt.

Das von Jesus von Nazaret erzählte Gleichnis Vom bittenden Freund hat das Gebet und die Gebetserhörung zum Thema. Es wird in den Evangelien im Neuen Testament der Bibel einzig durch das Evangelium nach Lukas (Lk 11,5–8 ) überliefert und gehört somit zum Lukanischen Sondergut.

## Inhalt
Jesus sagt seinen Jüngern, sie sollten sich vorstellen, sie gingen um Mitternacht zum Haus eines Freundes und bäten ihn um drei Brote. Die drei Brote seien für einen anderen Freund bestimmt, der sie gerade auf der Durchreise besuche und dem sie nichts zu essen anzubieten hätten. Jesus führt aus, dass der um die Brote erbetene Freund die Bitte nicht abschlagen werde – aus Freundschaft zu ihnen, oder auch wegen ihrer Zudringlichkeit.

## Deutung
Dem Gleichnis vorangestellt (Lk 11,1–4 ) ist eine Szene, in der Jesus seine Jünger das Vaterunser lehrt. Im Abschnitt nach dem Gleichnis vom bittenden Freund (Lk 11,9–13 ) geht es um das Vertrauen beim Beten. Durch diesen Rahmen wird das Thema des Gleichnisses deutlich: Es geht um das Gebet und die Gebetserhörung. Jesus liefert die Deutung des Gleichnisses im darauffolgenden Abschnitt auch gleich mit. Die darin enthaltene Aussage „Bittet, dann wird euch gegeben“ stellt die Quintessenz des Gleichnisses dar. Das Bitten um die drei Brote ist demnach gleichzustellen mit dem Gebet an Gott. 
Verschiedene Deutungen gibt es darüber, in welcher Weise die im letzten Vers beschriebene „Zudringlichkeit“ interpretiert werden soll. Annette Merz schlägt vor, diese Zudringlichkeit im Kontext der antiken Freundschaftsethik – etwa nach Cicero – zu sehen: Die Zudringlichkeit – obwohl unter normalen Umständen im Alltag nicht angebracht – sei als Verhalten unter Freunden akzeptabel, da sie im Interesse des angereisten Gastes erfolge, also dazu beitrage, dass die Gastfreundschaft gegenüber diesem reisenden Freund erfüllt werden könne; genauso dürften auch die Menschen gegenüber Gott im Gebet zudringlich wie zu einem Freund sein, den sie um etwas bitten und der ihnen diese Bitte nicht abschlagen werde.

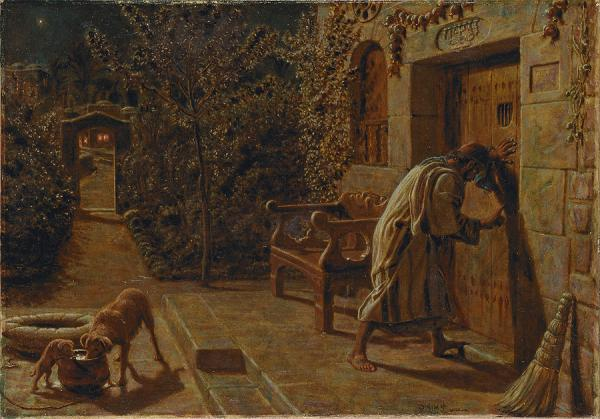
William Holman Hunt Der aufdringliche Nachbar (1895).

## Künstlerische Rezeption
Verschiedene Künstler haben das Gleichnis rezipiert, das berühmteste Werk ist Der aufdringliche Nachbar (1895) von William Holman Hunt, das in der National Gallery of Victoria in Melbourne ausgestellt ist.